# NCAA Football (série de jeux vidéo)
 (novembre 2023).
Le contenu est difficilement compréhensible vu les erreurs de traduction, qui sont peut-être dues à l'utilisation d'un logiciel de traduction automatique.
NCAA Football est une série de jeux vidéo de football américain développée par EA Sports (studio de Electronic Arts) dans laquelle le joueur contrôle et affronte les équipes universitaires de la NCAA Division I FBS. Il fait office de pendant à la série de football universitaire Madden NFL.

## Histoire

### Origines
La série débute en 1993 avec la sortie de Bill Walsh College Football. Puis, Electronic Arts acquiert finalement les droits de licence de la National Collegiate Athletic Association et rebaptise officiellement la série lors de la sortie de NCAA Football 98 (en) en 1998.

### Suspension de la série
En juillet 2013, la NCAA annonce qu'elle ne renouvellera pas son contrat de licence avec Electronic Arts en raison d'un litige juridique en cours concernant l'utilisation de l'image des joueurs dans les jeux. Toutefois, le contrat ne couvrait que l'utilisation du nom de la NCAA et des logos associés, et non ceux des écoles et conférences individuelles, qui sont négociés individuellement ou par l'intermédiaire de la Collegiate Licensing Company (en) (CLC). En parallèle, le CLC a fait savoir qu'il prolongerait son accord de licence existant avec Electronic Arts jusqu'en 2017, assurant ainsi à EA Sports la possibilité de continuer la série sans l'appui de la marque NCAA. EA avait l'intention de poursuivre la série sous l'ancien nom de College Football. En effet, le vice-président exécutif d'EA Sports, Andrew Wilson, rapporte que la prochaine édition de la franchise était déjà en développement et qu'elle « mettra toujours en vedette les équipes universitaires, les ligues et toutes les innovations que les fans attendent d'EA Sports »,.
Cependant, en septembre 2013, la série est suspendue après que trois conférences majeures (SEC, Big Ten et Pac-12) aient retiré leurs licences de marque à Electronic Arts, et en raison des incertitudes entourant les résultats des poursuites judiciaires liées à l'utilisation de l'image des joueurs. EA avait l'intention de continuer la série en mettant davantage l'accent sur le contenu généré par les utilisateurs sous l'ancien nom de College Football, mais le jeu prévu a finalement été annulé.
NCAA Football 14, la dernière édition du jeu, continue d'être appréciée par des fans, y compris de véritables joueurs de football universitaire. Des mises à jour non officielles ont été publiées pour refléter les listes actuelles. Le 29 octobre 2019, le conseil des gouverneurs de la NCAA a voté à l'unanimité en faveur de nouvelles règles autorisant les étudiants-athlètes à tirer profit de l'utilisation de leur nom, image et ressemblance. Ces changements devraient être en vigueur au plus tard en janvier 2021. Ce développement a suscité des spéculations quant à la possible sortie d'un nouveau jeu de football NCAA à l'avenir.

### Tentatives de reprise avecEA Sports College Football
Le 2 février 2021, Electronic Arts déclare que la série fera son retour sur les plates-formes de nouvelle génération au plus tôt à l'été 2023,,. Une déclaration sur leur site web révèle aussi qu'Electronic Arts a établi un partenariat avec le (CLC), un groupe de licences de la NCAA, pour intégrer les uniformes, stades, traditions, et plus de 100 équipes sportives affiliées à la NCAA. Cependant, les noms et les ressemblances des joueurs ne seraient pas inclus dans le jeu,, Par ailleurs, l'accord signifiait que les équipes ne faisant pas partie du CLC, telles que l'Air Force, l'Armée, l'État de Géorgie, le Kentucky, le Nouveau-Mexique, Notre Dame, Troy et l'USC, ne seraient pas présentes dans le jeu.
Le 23 février 2021, il est rapporté que Notre-Dame pourrait rejoindre le jeu si de nouvelles règles sont finalisées pour déterminer si les athlètes peuvent recevoir une part des bénéfices du jeu. À la suite de déclarations similaires de Tulane et Northwestern. EA Sports répond en déclarant que « le nom, l'image et l'apparence du joueur ne sont pas actuellement prévus pour le jeu. Cependant, nous surveillons de près les développements dans ce domaine et sommes prêts à prendre des mesures pour inclure des joueurs si cette opportunité se présente ».
Bien que la NCAA ait retardé le vote sur la règle NIR (Nom, Image et Ressemblance) pour le moment, plus de deux douzaines d'États ont adopté ou proposé des lois afin d'empêcher les institutions d'appliquer les règles actuelles de la NCAA sur le NIR. EA Sports suit de près le développement du jeu et publiera plus d'informations sur le développement et l'avenir de la franchise dès que possible.
Le jeu, qui n'est pas en cours de développement avant l'annonce du nouveau titre par EA Sports, sera créé à Orlando par EA Tiburon. La société indique qu'une résurrection de la franchise NCAA Football était l'une des demandes les plus fortes de la part des fans au moment de l'annonce d'EA Sports College Football. The Motley Fool prévoit que les ventes de College Football pourraient rivaliser avec celles de la sortie de Madden NFL cette année-là. Cependant, des incertitudes persistent quant à savoir si l'accueil du jeu dépassera ou non celui des versions récentes de Madden, qui ont reçu un accueil mitigé de la part de la communauté des joueurs.
Néanmoins, en novembre 2022 lors d'un entretien avec ESPN, Daryl Holt, le vice-président et directeur général d'EA Sports, admet que le jeu ne sortira pas avant l'été 2024, en raison de « l'énorme travail que représente la création d'un jeu à partir de zéro ».

## Liste des jeux (1993-2014)

### Bill Walsh College Football
Bill Walsh College Football est sorti en juin 1993 sur les consoles de jeux vidéo de quatrième génération telles que la Mega Drive et Super Nintendo.
Bill Walsh College Football incorpore les vingt-quatre meilleures équipes de football américain universitaire de 1992 ainsi que vingt-quatre des plus grandes équipes de toute l'histoire du football américain depuis 1978. Alors que joueurs ne sont pas nommés et qu'aucun logo officiel des équipes ne soit utilisé, les universités sont répertoriés par ville et les joueurs sont identifiés grâce à leur numéro. Les modes de jeu comprenaient l'exhibition, les playoffs et les all-time playoffs. Soixante-huit tactiques de jeu classiques (en) sont disponibles comme la Triple option (en), le Student Body Right (en) et la formation Wishbone.
L'approbation de Bill Walsh était censée être similaire à l'approbation de John Madden pour Madden NFL ; à l'époque, Walsh était l'entraîneur de Cardinal de Stanford.

### Bill Walsh College Football 95
Bill Walsh College Football 95 était le second opus de la franchise et le premier à être publié sur une base annuelle.
Le jeu comprend trente-six équipes de Division I-A, un mode de passe sans fenêtre, des saisons personnalisables d'une à seize semaines et un suivi statistique complet tout au long de la saison. Le joueur peut choisir entre un système de série éliminatoire ou de bowls avec des noms fictifs
Bill Walsh College Football 95 introduit également trente-six nouvelles formations et schémas de jeu, parmi lesquels figurent le Veer (en) et la défense 4-4.

### College Football USA 96
La série est renommée College Football USA 96 et est la première version à inclure toutes les équipes de la Division I-A de l'époque, soit cent-huit équipes. Il présente également de véritable bowls : l'Orange, le Sugar, le Fiesta et le Rose. Le joueur a la possibilité de disputer une saison complète de onze rencontres (ou moins, selon leur préférence) avant de participer à l'un des bowls.
De plus, il y a quatre cents tactiques de jeux parmi lesquels choisir, et un nouveau mode de passe permet aux joueurs de sélectionner parmi cinq receveurs à chaque jeu. Parmi les autres nouvelles fonctionnalités et options figurent le mode à quatre joueurs, trois durées de jeu différentes, les remplacements, les blessures, les fausses remises, les rotations, les plongeons, les coups de pied bloqués, les interceptions et les décalages.

### College Football USA 97
College Football USA 97 était le quatrième volet de la série. Alors que le jeu est toujours publié pour Mega Drive par EA Sports, la version Super Nintendo est édité par Black Pearl Software (un studio interne à THQ). Le jeu met en vedette le quart-arrière de l'équipe universitaire Cornhuskers du Nebraska, Tommie Frazier (en), sur la couverture.

### NCAA Football 98
NCAA Football 08 est sorti en 1997. La couverture du jeu présentait le quart-arrière des Gators de la Floride et vainqueur du trophée Heisman, Danny Wuerffel.

### NCAA Football 99
NCAA Football 99 est la sixième édition du jeu. La couverture du jeu mettait en vedette le demi de coin de l'université du Michigan et vainqueur du trophée Heisman, Charles Woodson.
Le jeu met en vedette les cent douze équipes de la Division I-A de l'année 1999 et affiche les joueurs en 3D avec un rendu polygonal, ce qui marque la première utilisation de cette technologie dans l'histoire de la série. Les autres fonctionnalités incluent la possibilité de créer des joueurs, de modifier les noms des joueurs, soixante chansons et des chants de foule. Plus de quatre-vingts équipes historiques sont incorporées ajoutées dans le jeu. Le trophée Heisman Memorial remplace le trophée EA Sports MVP, et d'autres récompenses sont introduites. Le recrutement est simple et se fait selon un système de recrutement serpentin (en). Les bowls tels que le Rose Bowl, le Cotton Bowl, le Fiesta Bowl et le Sugar Bowl sont jouables. Les joueurs créés dans le jeu peuvent être importés dans le titre Madden NFL 99. Contrairement aux jeux actuels de la franchise, NCAA 99 propose des séries éliminatoires facultatives à seize équipes à la fin de la saison en mode dynastie.

### Football NCAA 2000
NCAA Football 2000, uniquement disponible sur PlayStation, met en vedette Ricky Williams, running back de l'équipe universitaire Longhorns du Texas et détenteur du trophée Heisman,.
Le jeu comprend la totalité des universités de la Division I-A ainsi que vingt-six équipes de la Division I-AA. Il introduit aussi de nouveaux joueurs avec un rendu polygonal 3D, qui sont intégralement affichés sous plusieurs angles de caméra au cours de la partie.
D'autres ajouts notables comprennent des conseils d'entraînement, vingt-trois bowls (au lieu de quatre dans l'opus précédent), la possibilité de créer des tactiques, et l'inclusion du trophée officiel Heisman Trophy.

### Football NCAA 2001
NCAA Football 2001, sorti exclusivement sur PlayStation, met en vedette sur la jaquette le running back Shaun Alexander de l'équipe Crimson Tide de l'Alabama.
Cette version ajoute des modes spécifiques tels que la création d'un sportif, d'équipe, de ligue personnalisée (jusqu'à huit équipes, double tournoi à la ronde et séries éliminatoires), de tournoi personnalisé (jusqu'à 16 équipes, double élimination), ainsi qu'une saison entièrement personnalisable. Il est également le dernier volet à proposer un playoff de fin de saison en mode dynastie, comprenant vingt quatre équipes.

### Football NCAA 2002
NCAA Football 2002, exclusivement disponible sur PlayStation 2, présente sur sa couverture le quarterback des Seminoles de Floride et lauréat du trophée Heisman, Chris Weinke.
Il s'agit de la première version publiée pour PlayStation 2, mais elle est réduit de modes (comme la création de joueurs, d'équipes, de ligues) qui étaient présentes dans l'édition PlayStation de l'année précédente.
Le jeu intègre un nouveau système de récompenses appelé Campus Cards, qui permet au joueur de débloquer des fonctionnalités spéciales telles que des équipes historiques ou des stades spéciaux. C'était également la première édition de la série à inclure le classement des vingt-cinq meilleures équipes du pays.

### Football NCAA 2003
NCAA Football 2003, disponible sur PlayStation 2, GameCube et Xbox, met en valeur sur sa couverture le quarterback de l'Université de l'Oregon, Joey Harrington.
Les ajouts de cette version inclent plus de deux cents chansons de combat sous licence, des animations en 3D pour les pom-pom girls, et la représentation de cent quatre-quatre écoles distinctes.
Le mode Dynasty est amélioré avec la possibilité de redshirt un joueur et de programmer des matchs hors conférence avant chaque saison. Les trophées et les récompenses, modélisés d'après les honneurs réels du football universitaire, sont une autre nouveauté de cette version. Le joueur remporter des trophées, dont ceux liés à des rivalités entre certaines universités, en participant à des matchs et les ajouter à une collection personnelle exposée dans une salle des trophées.
Un mode de création d'équipe est intégré dans cette édition du jeu. Le jeu présente également pour la première fois une interface personnalisable. Le joueur peut sélectionner ses équipes préférées, et l'interface de jeu est adaptée en fonction de la chanson de combat, de la mascotte, des logos et des couleurs de l'école de l'équipe.